# Zastawia
Zastawia (ukr. Застав'я) – przystanek kolejowy w miejscowości Zwiniacze, w rejonie łuckim, w obwodzie wołyńskim, na Ukrainie. Położony jest na linii Lwów – Łuck – Kiwerce.